# مايك دنيس
مايك دنيس (بالإنجليزية: Mike Dennis) هو لاعب كرة قدم أمريكية أمريكي، ولد في 22 يوليو 1944 في فيلادلفيا في الولايات المتحدة.

## وصلات خارجية
- مايك دنيس على موقع مرجع كرة القدم المحترفة.كوم (الإنجليزية)
- مايك دنيس على موقع قاعة ميسيسيبي للمشاهير الرياضية (الإنجليزية)